# سوپر جام فوتبال رومانی
 سوپر جام فوتبال رومانی  (به رومانیایی: Supercupa României) مسابقه‌ای است که سالانه مابین قهرمان لیگ دسته اول فوتبال رومانی و قهرمان جام حذفی فوتبال رومانی برگزار می‌شود.
باشگاه فوتبال استوا بخارست با ۵ قهرمانی پرافتخارترین تیم این سری مسابقات به حساب می‌آید.

## پرافتخارترین باشگاه‌ها
| باشگاه         | قهرمانی | سال‌ها                        |
| -------------- | ------- | ---------------------------- |
| استوا بخارست   | ۵       | ۱۹۹۴، ۱۹۹۵، ۱۹۹۸، ۲۰۰۱، ۲۰۰۶ |
| راپید بخارست   | ۴       | ۱۹۹۹، ۲۰۰۲، ۲۰۰۳، ۲۰۰۷       |
| کلوژ           | ۲       | ۲۰۰۹، ۲۰۱۰                   |
| دینامو بخارست  | ۲       | ۲۰۰۵، ۲۰۱۲                   |
| اوتلول گالاتسی | ۱       | ۲۰۱۱                         |